# Lancer du disque féminin aux championnats du monde d'athlétisme 2005
Navigation
Paris 2003 Osaka 2007
L'épreuve du lancer du disque féminin des championnats du monde d'athlétisme 2005 s'est déroulée les 7 et 11 août 2005 dans le Stade olympique d'Helsinki, en Finlande. Elle est remportée par l'Allemande Franka Dietzsch.

## Résultats

### Finale
| Rang               | Athlète                   | Pays             | Essais | Essais | Essais | Essais | Essais | Essais | Marque  | Notes |
| Rang               | Athlète                   | Pays             | 1      | 2      | 3      | 4      | 5      | 6      | Marque  | Notes |
| ------------------ | ------------------------- | ---------------- | ------ | ------ | ------ | ------ | ------ | ------ | ------- | ----- |
| Médaille d'or      | Franka Dietzsch           | Allemagne        | 64.89  | 64.08  | 64.36  | 66.56  | 65.29  | X      | 66.56 m | SB    |
| Médaille d'argent  | Natalya Sadova            | Russie           | 64.33  | 60.63  | 61.28  | 62.31  | 62.68  | 61.59  | 64.33 m |       |
| Médaille de bronze | Vera Pospíšilová-Cechlová | Tchéquie         | 60.76  | 63.00  | X      | X      | 63.19  | X      | 63.19 m |       |
| 4                  | Beatrice Faumuina         | Nouvelle-Zélande | 62.73  | X      | 57.70  | 61.01  | 60.94  | 57.42  | 62.73 m |       |
| 5                  | Nicoleta Grasu            | Roumanie         | 55.75  | X      | 62.05  | X      | X      | 61.49  | 62.05 m |       |
| 6                  | Ma Shuli                  | Chine            | 59.21  | 58.38  | 61.33  | 58.15  | 58.22  | 59.36  | 61.33 m |       |
| 7                  | Dragana Tomašević         | Serbie           | 60.56  | X      | X      | X      | 56.26  | 56.30  | 60.56 m |       |
| 8                  | Olena Antonova            | Ukraine          | 59.37  | 59.08  | 57.71  | 56.35  | X      | 56.19  | 59.37 m |       |
| 9                  | Natalya Fokina-Semenova   | Ukraine          | 58.44  | 57.20  | 55.09  |        |        |        | 58.44 m |       |
| 10                 | Song Aimin                | Chine            | 55.98  | 57.90  | X      |        |        |        | 57.90 m |       |
| 11                 | Anna Söderberg            | Suède            | X      | 57.41  | X      |        |        |        | 57.41 m |       |
| 12                 | Joanna Wisniewska         | Pologne          | 57.06  | 55.64  | X      |        |        |        | 57.06 m |       |

## Légende
Records et Performances
- AR : Record continental (area record)
- CR : Record des championnats (championship record)
- MR : Record du meeting (meet record)
- NR : Record national (national record)
- OR : Record olympique (olympic record)
- PR : Record paralympique (paralympic record)
- PB : Record personnel (personal best)
- SB : Meilleure performance personnelle de la saison (season's best)
- WL : Meilleure performance mondiale de l'année (world leader)
- WJR : Record du monde junior (world junior record)
- WR : Record du monde (world record)

Circonstances et Conditions
- DNF : N'a pas terminé (did not finish)
- DNS : N'a pas pris le départ (did not start)
- DQ : Disqualification (disqualification)
- NM : Aucun essai valable enregistré (No Mark)
- Q : Qualifié « directement » au prochain tour (ou à la prochaine compétition), lors d'une compétition majeure, grâce au classement ou à la réalisation des minima (automatic qualifier)
- q : Qualifié au prochain tour (ou à la prochaine compétition), lors d'une compétition majeure, grâce au repêchage ou à la réalisation de l'une des meilleures performances parmi celles des « non qualifiés directement » (grâce au meilleur temps ou à la meilleure distance par exemple) (secondary qualifier)